# Zenodot
Zenodot [zenodót] (starogrško Ζηνόδοτος: Zenódotos), starogrški slovničar, literarni kritik, homerski učenjak in prvi knjižničar Aleksandrijske knjižnice. Izhajal je iz Efeza in je bil učenec Filita s Kosa. Živel je v času vladanja prvih dveh Ptolemejcev, najbolj dejaven pa je bil okoli leta 280 pr. n. št.

## Življenje
Zenodot je bil prvi upravitelj Akesandrijske knjižnice in prvi kritični urednik (διορθωτής diorthōtes) Homerja. Leta 282 pr. n. št. ga je ptolemejski dvor izbral za prvega predstojnika knjižnice in tudi za uradnega učitelja kraljevih otrok. Njegova sodelavca v knjižnici sta bila Aleksander Etolijski in Likofron Halkidski, katerima so bili dodeljeni pisci tragedij in komedij, Homer in drugi epiki pa Zenodotu.

## Delo
Čeprav so mu očitali samovoljnost in nezadostno znanje grščine, je njegov odmik nedvomno postavil trdne temelje za prihodnjo kritiko. Ko je zbral različne rokopise v knjižnici, je izbrisal ali omalovažil dvomljive verze, prestavil ali spremenil vrstice in uvedel nova branja. Verjetno je bil odgovoren za razdelitev posameznih homerskih pesnitev v štiriindvajset knjig in je bil verjetno avtor računanja dni Iliade v delu Tabula Iliaca.

### Homerske glose
Kakor izgleda ni napisal nobenega pravega tolmača Homerja, vendar je njegov homerski γλῶσσαι (glōssai, »seznam nenavadnih besed, glos«) verjetno tvoril vir za pojasnitve Homerja, ki so mu jih prispevali drugi slovničarji. Poučeval je tudi o Heziodu, Anakreonu in Pindarju, čeprav ni o njih nič objavil. V Sudi je imenovan epski pesnik, pripisujejo pa mu tudi tri epigrame v Grški antologiji.

### Organizacija knjižnice

#### Razvrščanje
Poleg svojega drugega znanstvenega dela je Zenodot predstavil organizacijski sistem gradiva v Aleksandrijski knjižnici, kjer so bila besedila dodeljena v različne sobe glede na snov – pesništvo (verzi) ali proza, literarna ali znanstvena tematika in nadaljnje razsvrstitve znotraj teh.

#### Zlaganje
Zenodot je znotraj subjektov organiziral dela po abecednem vrstnem redu po prvi črki imena njegovega avtorja in tako predstavil načelo abecednega zlaganja.

#### Označevanje
Poleg tega je knjižnično osebje na konec vsakega zvitka pripelo majhno oznako. Te oznake so podajale avtorjevo ime kot tudi druge identifikacije, ki so jih dodali med pristopnim postopkom, vendar velikokrat brez naslova – mnogo zvitkov je vsebovalo več kot eno delo, in mnogo del, kot so bile na primer zbirke pesništva, pa so upravičevale več kot en sam naslov. Ko ni bilo naslova, je moral Zenodot to zabeležiti in preveriti besedilo. Takšne oznake so mogočale enostavno vračanje zvitkov na mesta, kjer so bili razvrščeni, hkrati pa so tudi zagotavljale, da jih uporabnikom knjižnice ni bilo treba odvijati, če so želeli vedeti za njihovo vsebino. To je bila prva zabeležena raba metapodatkov, mejnik v zgodovini knjižničarstva. Popolnejša alfabetizacija se je pojavila šele v 2. stoletju.

## Priznanja

### Poimenovanja
Po njem se od leta 2015 imenuje prostodostopni repozitorij Zenodo, ki so ga leta 2013 razvili v evropskem programu OpenAIRE in, ki ga vodi CERN.